# Ка Фабро II (Римини)
Ка Фабро II је насеље у Италији у округу Римини, региону Емилија-Ромања.
Према процени из 2011. у насељу је живело 37 становника. Насеље се налази на надморској висини од 67 м.